# 月刊Afternoon
《月刊Afternoon》（日語：月刊アフタヌーン），講談社出版的青年漫畫雜誌，月刊。

## 部份連載作品

### 1980年代
- 幸運女神（1988年11月號－2014年6月號）

### 1990年代
- 寄生獸（1990年1月號－1995年2月號）
- 地雷震（1992年11月號－2000年1月號）
- 無限之住人（1993年8月號－2013年2月號）
- 勇午（1994年2月號－2004年9月號）
- 橫濱購物紀行（1994年6月號－2006年2月號）
- 特工次世代（1997年3月號－2003年9月號）
- EDEN 〜It's an Endless World!〜（1997年11月號－2008年8月號）

### 2000年代
- 茄子（2000年11月號－2002年10月號）
- 夢使者（2001年3月號－2004年2月號）
- 阿倍野橋魔法商店街（2001年9月號－2002年8月號，動畫改編）
- 惡魔管家（2001年12月號－2009年5月號）
- 現視研（2002年6月號－2006年7月號）
- 小森林（2002年12月號－2005年7月號）
- 蟲師（2003年2月號－2008年10月號）
- 歷史之眼（2003年3月號－）
- 影技（2003年4月號－2006年2月號、2009年9月號－2014年5月號）
- 愛天使（2003年4月號－2015年7月號）
- 來戀愛吧（2003年5月號－2005年12月號）
- TOKKO 特公（2003年6月號－2004年4月號）
- 王牌投手 振臂高揮（2003年11月號－）
- 棋靈少女（2004年5月號－2008年6月號）
- Little Jumper（2004年9月號－2008年10月號）
- 星空情緣（2005年11月號－2011年9月號）
- 海盜戰記（2005年12月號－）
- 謎樣女友X（2006年5月號－2014年11月號）
- 巡行使者（2007年12月號－2010年4月號）
- 八度和音（2008年3月號－2011年2月號）
- 獄兒天使（2008年7月號－2010年8月號）
- 薛多尼亞騎士（2009年6月號－2015年11月號）

### 2010年代
- 現視研-二代目-（2010年12月號－2016年10月號）
- 我們的黎明（2011年3月號－2011年12月號）
- 大尾小岡（2012年5月號－2013年4月號）
- 寶石之國（2012年12月號－）
- 破案神手
- 邊緣行動（2013年7月號 - 2021年3月號）
- 脆弱 病理醫岸京一郎的所見（2014年8月號－）
- 聽我的電波吧（2014年9月號－）
- 為了觸摸青野同學，所以我想死（2017年2月號－）
- 藍色時期（2017年8月號－）
- 唯願來世不相識（2017年10月號－）
- 天國大魔境（2018年3月號－）
- 躍動青春（2018年10月號－）
- 啊啊 我的就職女神（2019年3月號－）
- Wondance（2019年3月號－）

### 2020年代
- 金牌得主（2020年7月號－）
- 達爾文事變（2020年8月號－）
- 讓我聽見愛的歌聲（2021年8月號－2022年9月號）
- 天狗的廚房（2021年11月號－）
- medium 靈媒偵探城塚翡翠（2022年11月號－）

## 外部連結
- 官方網站（日語）